# Tapinanthus
Genre
Tapinanthus  est un genre de plantes de la famille des Loranthaceae.

## Liste d'espèces
Selon Catalogue of Life (27 septembre 2017) :
- Tapinanthus apodanthus (Sprague) Danser
- Tapinanthus bangwensis (Engl. & Krause) Danser
- Tapinanthus belvisii (DC.) Danser
- Tapinanthus buchneri (Engl.) Danser
- Tapinanthus buntingii (Sprague) Danser
- Tapinanthus buvumae (Rendle) Danser
- Tapinanthus constrictiflorus (Engl.) Danser
- Tapinanthus cordifolius R.M. Polhill & D. Wiens
- Tapinanthus coronatus (van Tiegh.) Danser
- Tapinanthus dependens (Engl.) Danser
- Tapinanthus erectotruncatus Balle ex R.M. Polhill & D. Wiens
- Tapinanthus erianthus (Sprague) Danser
- Tapinanthus farmari (Sprague) Danser
- Tapinanthus forbesii (Sprague) D. Wiens
- Tapinanthus glaucophyllus (Engl.) Danser
- Tapinanthus globiferus (A. Rich.) van Tiegh.
- Tapinanthus letouzeyi (Balle) R.M. Polhill & D. Wiens
- Tapinanthus longiflorus R.M. Polhill & D. Wiens
- Tapinanthus malacophyllus (Engl. & K. Krause) Danser
- Tapinanthus mechowii (Engl.) van Tiegh.
- Tapinanthus mollissimus (Engl.) Danser
- Tapinanthus ogowensis (Engl.) Danser
- Tapinanthus oleifolius (Wendl.) Danser
- Tapinanthus ophiodes (Sprague) Danser
- Tapinanthus pentagonus (DC.) van Tiegh.
- Tapinanthus praetexta R.M. Polhill & D. Wiens
- Tapinanthus preussii (Engl.) van Tiegh.
- Tapinanthus quequensis (Weim.) R.M. Polhill & D. Wiens
- Tapinanthus rubromarginatus (EngI.) Danser
- Tapinanthus sessilifolius (P. Beauv.) Bl.

Selon GRIN (27 septembre 2017) :
- Tapinanthus bangwensis (Engl. & K. Krause) Danser
- Tapinanthus globiferus (A. Rich.) Tiegh.

Selon NCBI (27 septembre 2017) :
- Tapinanthus constrictiflorus
- Tapinanthus quinquangulus

Selon The Plant List (27 septembre 2017) :
- Tapinanthus apodanthus (Sprague) Danser
- Tapinanthus bangwensis (Engl. & K.Krause) Danser
- Tapinanthus belvisii (DC.) Danser
- Tapinanthus blantyreanus (Engl.) Danser
- Tapinanthus buchneri (Engl.) Danser
- Tapinanthus buntingii (Sprague) Danser
- Tapinanthus buvumae (Rendle) Danser
- Tapinanthus congolense De Wild.
- Tapinanthus constrictiflorus (Engl.) Danser
- Tapinanthus cordifolius Polhill & Wiens
- Tapinanthus coronatus (Tiegh.) Danser
- Tapinanthus crassifolius Wiens
- Tapinanthus decurrens Baker & Sprague
- Tapinanthus dependens (Engl.) Danser
- Tapinanthus discolor Danser
- Tapinanthus erectotruncatus Balle ex Polhill & Wiens
- Tapinanthus erianthus (Sprague) Danser
- Tapinanthus farmari (Sprague) Danser
- Tapinanthus forbesii (Sprague) Wiens
- Tapinanthus glaucophyllus (Engl.) Danser
- Tapinanthus globiferus (A.Rich.) Tiegh.
- Tapinanthus gracilis Toelken, H.R. & Wiens
- Tapinanthus ituriensis (De Wild.) Danser
- Tapinanthus letouzeyi (Balle) Polhill & Wiens
- Tapinanthus longiflorus Polhill & Wiens
- Tapinanthus malacophyllus (Engl. & K.Krause) Danser
- Tapinanthus mechowii (Engl.) Tiegh.
- Tapinanthus mollissimus (Engl.) Danser
- Tapinanthus ogowensis (Engl.) Danser
- Tapinanthus oleifolius (J.C.Wendl.) Danser
- Tapinanthus ophiodes (Sprague) Danser
- Tapinanthus pentagonia (DC.) Tiegh.
- Tapinanthus praetexta Polhill & Wiens
- Tapinanthus preussii (Engl.) Tiegh.
- Tapinanthus prunifolius Danser
- Tapinanthus quequensis (Weim.) Polhill & Wiens
- Tapinanthus rubromarginatus (Engl.) Danser
- Tapinanthus sessilifolius (P.Beauv.) Blume
- Tapinanthus viscum L.

Selon Tropicos (27 septembre 2017) (Attention liste brute contenant possiblement des synonymes) :
- Tapinanthus acacietorum (Bullock) Danser
- Tapinanthus adolfi-friderici (Engl. & Krause) Danser
- Tapinanthus alatus Danser
- Tapinanthus albizziae (De Wild.) Danser
- Tapinanthus alboannulatus (Engl. & Krause) Danser
- Tapinanthus angiensis (De Wild.) Danser
- Tapinanthus angolensis (Engl.) Danser
- Tapinanthus annulatus (Engl. & Krause) Danser
- Tapinanthus apodanthus (Sprague) Danser
- Tapinanthus aurantiacus Danser
- Tapinanthus bagshawei (Rendle) Danser
- Tapinanthus bangwensis (Engl. & K. Krause) Danser
- Tapinanthus batangae (Engl.) Danser
- Tapinanthus batesii (S. Moore & Sprague) Danser
- Tapinanthus baumii (Engl. & Gilg) Danser
- Tapinanthus belvisii (DC.) Danser
- Tapinanthus bemarivensis (Lecomte) Danser
- Tapinanthus bequaertii (De Wild.) Danser
- Tapinanthus berliniicola (Engl.) Danser
- Tapinanthus blantyreanus (Engl.) Danser
- Tapinanthus bogoroensis (De Wild.) Danser
- Tapinanthus bolusii (Sprague) Danser
- Tapinanthus boonei (De Wild.) Danser
- Tapinanthus brachyanthus (Peter) Danser
- Tapinanthus brachyphyllus (Peter) Danser
- Tapinanthus brazzavillensis (De Wild. & T. Durand) Danser
- Tapinanthus brevilobus (Engl. & Krause) Danser
- Tapinanthus brieyi (De Wild.) Danser
- Tapinanthus brunneus (Engl.) Danser
- Tapinanthus buchneri (Engl.) Danser
- Tapinanthus bulawayensis (Engl.) Danser
- Tapinanthus buntingii (Sprague) Danser
- Tapinanthus bussei (Sprague) Danser
- Tapinanthus butaguensis (De Wild.) Danser
- Tapinanthus buvumae (Rendle) Danser
- Tapinanthus campestris (Engl.) Danser
- Tapinanthus capitatus (Spreng.) Danser
- Tapinanthus carsonii (Baker & Sprague) Danser
- Tapinanthus ceciliae (N.E. Br.) Danser
- Tapinanthus celtidifolius Danser
- Tapinanthus chunguensis (R.E. Fr.) Danser
- Tapinanthus cinereus (Engl.) Danser
- Tapinanthus cistoides (Welw. ex Engl.) Danser
- Tapinanthus congolense De Wild.
- Tapinanthus constrictiflorus (Engl.) Danser
- Tapinanthus copaiferae (Sprague) Danser
- Tapinanthus cordifolius Polhill & Wiens
- Tapinanthus cornetii (Dewèvre) Danser
- Tapinanthus coronatus (Tiegh.) Danser
- Tapinanthus crassicaulis (Engl.) Danser
- Tapinanthus crassifolius Wiens
- Tapinanthus crataevae (Sprague) Danser
- Tapinanthus crispatulus (Sprague) Danser
- Tapinanthus decurrens Baker & Sprague
- Tapinanthus dekindtianus (Engl.) Danser
- Tapinanthus deltae (Baker & Sprague) Danser
- Tapinanthus demeusei (Engl.) Danser
- Tapinanthus dependens (Engl.) Danser
- Tapinanthus dichrous (Engl.) Danser
- Tapinanthus discolor Danser
- Tapinanthus djurensis Danser
- Tapinanthus dodonaeifolius (DC.) Danser
- Tapinanthus dombeyae (K. Krause & Dinter) Danser
- Tapinanthus dschallensis (Engl.) Danser
- Tapinanthus ehlersii (Schweinf.) Danser
- Tapinanthus elegantissimus Danser
- Tapinanthus elegantulus (Engl.) Danser
- Tapinanthus eminii (Engl.) Danser
- Tapinanthus engleri (Hiern) Danser
- Tapinanthus entebbensis (Sprague) Danser
- Tapinanthus erectotruncatus Balle ex Polhill & Wiens
- Tapinanthus erianthus (Sprague) Danser
- Tapinanthus erythraeus (Sprague) Danser
- Tapinanthus erythrotrichus (K. Krause) Danser
- Tapinanthus eucalyptoides (Peter) Danser
- Tapinanthus eylesii (Sprague) Danser
- Tapinanthus falcifolius (Sprague) Danser
- Tapinanthus farmari (Sprague) Danser
- Tapinanthus findens (Sprague) Danser
- Tapinanthus fischeri (Engl.) Danser
- Tapinanthus flamignii (De Wild.) Danser
- Tapinanthus forbesii (Sprague) Wiens
- Tapinanthus fragilis (Sprague) Danser
- Tapinanthus friesiorum (Engl.) Danser
- Tapinanthus fuellebornii (Engl.) Danser
- Tapinanthus gabonensis (Engl.) Danser
- Tapinanthus ghikae (Volkens & Schweinf.) Danser
- Tapinanthus gilgii (Engl.) Danser
- Tapinanthus glabratus (Engl.) Danser
- Tapinanthus glaucescens (Engl. & Krause) Danser
- Tapinanthus glaucocarpus (Peyr.) Danser
- Tapinanthus glaucophyllus (Engl.) Danser
- Tapinanthus glaucoviridis (Engl.) Danser
- Tapinanthus globifer (A. Rich.) Tiegh.
- Tapinanthus glomeratus (Engl.) Danser
- Tapinanthus goetzei (Sprague) Danser
- Tapinanthus gracilis Toelken & Wiens
- Tapinanthus grandifolium Engl.
- Tapinanthus guerichii (Engl.) Danser
- Tapinanthus guttatus (Sprague) Danser
- Tapinanthus heckmannianus (Engl.) Danser
- Tapinanthus henriquesii (Engl.) Danser
- Tapinanthus heteromorphus (A. Rich.) Danser
- Tapinanthus hildebrandtii (Engl.) Danser
- Tapinanthus holstii (Engl.) Danser
- Tapinanthus holtzii (Engl.) Danser
- Tapinanthus homblei (De Wild.) Danser
- Tapinanthus igneus Danser
- Tapinanthus inaequilaterus (Engl.) Danser
- Tapinanthus irangensis (Engl.) Danser
- Tapinanthus irebuensis (De Wild.) Danser
- Tapinanthus ituriensis (De Wild.) Danser
- Tapinanthus kagehensis (Engl.) Danser
- Tapinanthus kamerunensis (Engl.) Danser
- Tapinanthus kayseri (Engl.) Danser
- Tapinanthus keilii (Engl. & K. Krause) Danser
- Tapinanthus kelleri (Engl.) Danser
- Tapinanthus keniae (K. Krause) Danser
- Tapinanthus kerstingii (Engl.) Balle
- Tapinanthus keudelii (Engl.) Danser
- Tapinanthus kihuirensis (Engl.) Danser
- Tapinanthus kilimandscharicus (Engl.) Danser
- Tapinanthus kimuenzae (De Wild.) Danser
- Tapinanthus kisaguka (Engl. & Krause) Danser
- Tapinanthus kisantuensis (De Wild. & T. Durand) Danser
- Tapinanthus krausei (Engl.) Danser
- Tapinanthus kraussianus
- Tapinanthus kwaiensis (Engl.) Danser
- Tapinanthus lacinatus (Engl.) Danser
- Tapinanthus lamborayi (De Wild.) Danser
- Tapinanthus landanaensis (De Wild.) Danser
- Tapinanthus lapathifolius (Engl. & Krause) Danser
- Tapinanthus lateritiostriatus (Engl. & Krause) Danser
- Tapinanthus latibracteatus (Engl.) Danser
- Tapinanthus lecardii (Engl.) Danser
- Tapinanthus lecomtei (Tiegh.) Danser
- Tapinanthus leendertziae (Sprague) Wiens
- Tapinanthus lenticellatus (De Wild. & T. Durand) Danser
- Tapinanthus leonensis (Sprague) Danser
- Tapinanthus letouzeyi (Balle) Polhill & Wiens
- Tapinanthus loandensis (Engl. & Krause) Danser
- Tapinanthus longiflorus Polhill & Wiens
- Tapinanthus longifolius (Peter) Danser
- Tapinanthus longipes (Baker & Sprague) Danser
- Tapinanthus lugardii (N.E. Br.) Danser
- Tapinanthus lujaei (De Wild. & T. Durand) Danser
- Tapinanthus lukwangulensis (Engl.) Danser
- Tapinanthus luluensis (Engl.) Danser
- Tapinanthus luteiflorus (Engl. & Krause) Danser
- Tapinanthus luteoaurantiacus (De Wild.) Danser
- Tapinanthus luteostriatus (Engl. & Krause) Danser
- Tapinanthus luteovittatus (Engl. & K. Krause) Danser
- Tapinanthus macrosolen (Steud. ex A. Rich.) Danser
- Tapinanthus malacophyllus (Engl. & K. Krause) Danser
- Tapinanthus mangheensis (De Wild.) Danser
- Tapinanthus marginatus Danser
- Tapinanthus mbogaensis (De Wild.) Danser
- Tapinanthus mechowii (Engl.) Tiegh.
- Tapinanthus menyharthii (Engl. & Schinz ex Schinz) Danser
- Tapinanthus micrantherus (Engl. ex T. Durand & De Wild.) Danser
- Tapinanthus microphyllus (Engl.) Danser
- Tapinanthus minor Danser
- Tapinanthus molleri (Engl.) Danser
- Tapinanthus mollissimus (Engl.) Danser
- Tapinanthus moorei Danser
- Tapinanthus mortehanii (De Wild.) Danser
- Tapinanthus muerensis (Engl.) Danser
- Tapinanthus musozensis (Rendle) Danser
- Tapinanthus myrsinifolius (Engl. & K. Krause) Danser
- Tapinanthus namaquensis (Harv.) Tiegh.
- Tapinanthus natalitius (Meisn.) Danser
- Tapinanthus nigritanus (Hook. f. ex Benth.) Danser
- Tapinanthus nitidulus (Sprague) Danser
- Tapinanthus nyasicus (Baker & Sprague) Danser
- Tapinanthus obovatus (Peter) Danser
- Tapinanthus obscurum Thunb.
- Tapinanthus ochroleucus (Engl. & K. Krause) Danser
- Tapinanthus oedostemon Danser
- Tapinanthus oehleri (Engl.) Danser
- Tapinanthus ogowensis (Engl.) Danser
- Tapinanthus oleifolius (J.C. Wendl.) Danser
- Tapinanthus ophiodes (Sprague) Danser
- Tapinanthus pallideviridis (Engl. & Krause) Danser
- Tapinanthus parviflorus (Tiegh.) Danser
- Tapinanthus pennatulus (Sprague) Danser
- Tapinanthus pentagonia (DC.) Tiegh.
- Tapinanthus penteneurus Danser
- Tapinanthus petiolatus (De Wild.) Danser
- Tapinanthus platyphyllus (Hochst. ex A. Rich.) Danser
- Tapinanthus poggei (Engl.) Danser
- Tapinanthus polycryptus (Didr.) Danser
- Tapinanthus polygonifolius (Engl.) Danser
- Tapinanthus praetexta Polhill & Wiens
- Tapinanthus preussii (Engl.) Tiegh.
- Tapinanthus proteicola (Engl.) Danser
- Tapinanthus prunifolius Danser
- Tapinanthus pseudonymus Danser
- Tapinanthus pubiflorus (Sprague) Danser
- Tapinanthus pungu (De Wild.) Danser
- Tapinanthus quequensis (Weim.) Polhill & Wiens
- Tapinanthus quinquangulus (Engl. & Schinz) Danser
- Tapinanthus quinquenervius Danser
- Tapinanthus ramulosus (Sprague) Danser
- Tapinanthus redingii (De Wild.) Danser
- Tapinanthus regularis (Steud. ex Sprague) Danser
- Tapinanthus remotus (Baker & Sprague) Danser
- Tapinanthus reygaertii (De Wild.) Danser
- Tapinanthus rhamnifolius (Engl.) Danser
- Tapinanthus rigidilobus (K. Krause) Danser
- Tapinanthus rondensis (Engl.) Danser
- Tapinanthus rosiflorus (Engl. & Krause) Danser
- Tapinanthus rubiginosus (De Wild.) Danser
- Tapinanthus rubromarginatus (Engl.) Danser
- Tapinanthus rubroviridis (Tiegh.) Danser
- Tapinanthus rubrovittatus (Engl. & Krause) Danser
- Tapinanthus rufescens (DC.) Danser
- Tapinanthus rugegensis (Engl. & Krause) Danser
- Tapinanthus rugulosus Danser
- Tapinanthus sacleuxii (Tiegh.) Danser
- Tapinanthus sakarensis (Engl.) Danser
- Tapinanthus sambesiacus (Engl. & Schinz) Danser
- Tapinanthus sankuruensis (De Wild.) Danser
- Tapinanthus sansibarensis (Engl.) Danser
- Tapinanthus sapinii (De Wild.) Danser
- Tapinanthus scassellati (Chiov.) Danser
- Tapinanthus schimperi (Hochst. ex A. Rich.) Danser
- Tapinanthus schlechteri (Engl.) Danser
- Tapinanthus schubotzianus (Engl. & K. Krause) Danser
- Tapinanthus schweinfurthii (Engl.) Danser
- Tapinanthus senegalensis (De Wild.) Danser
- Tapinanthus seretii (De Wild.) Danser
- Tapinanthus sessilifolius (P. Beauv.) Blume
- Tapinanthus sigensis (Engl.) Danser
- Tapinanthus sphaericocompressus (De Wild.) Danser
- Tapinanthus standtii Engl.
- Tapinanthus sterculiae (Hiern) Danser
- Tapinanthus stolzii (Engl. & Krause) Danser
- Tapinanthus stuhlmannii (Engl.) Danser
- Tapinanthus subquadrangularis (De Wild.) Danser
- Tapinanthus subulatus (Engl.) Danser
- Tapinanthus sulfureus (Engl.) Danser
- Tapinanthus swynnertonii (Sprague) Danser
- Tapinanthus syringifolius (Tiegh.) Danser
- Tapinanthus talbotiorum (Sprague) Danser
- Tapinanthus tambermensis (Engl. & Krause) Danser
- Tapinanthus tanganyikae (Engl.) Danser
- Tapinanthus tenuifolius Danser
- Tapinanthus terminaliae (Engl. & Gilg) Danser
- Tapinanthus thollonii (Tiegh.) Danser
- Tapinanthus thonningii Danser
- Tapinanthus thorei (K. Krause) Danser
- Tapinanthus toroensis (Sprague) Danser
- Tapinanthus tricolor (Peter) Danser
- Tapinanthus trinervius (Engl.) Danser
- Tapinanthus triplinervius (Baker & Sprague) Danser
- Tapinanthus truncatus (Engl.) Danser
- Tapinanthus tschertscherensis (Pax) Danser
- Tapinanthus tschintschochensis (Engl.) Danser
- Tapinanthus ugogensis (Engl.) Danser
- Tapinanthus uhehensis (Engl.) Danser
- Tapinanthus umbelliflorus (De Wild.) Danser
- Tapinanthus unyorensis (Sprague) Danser
- Tapinanthus usambarensis (Engl.) Danser
- Tapinanthus usuiensis (Oliv.) Danser
- Tapinanthus vanderystii (De Wild.) Danser
- Tapinanthus variifolius (De Wild.) Danser
- Tapinanthus verrucosus (Engl.) Tiegh.
- Tapinanthus verschuerenii (De Wild.) Danser
- Tapinanthus villosiflorus (Engl.) Danser
- Tapinanthus viminalis (Engl. & Krause) Danser
- Tapinanthus viscum L.
- Tapinanthus vittatus (Engl.) Danser
- Tapinanthus voltensis Tiegh. ex Balle
- Tapinanthus warneckei (Engl.) Danser
- Tapinanthus welwitschii (Engl.) Danser
- Tapinanthus wentzelianus (Engl.) Danser
- Tapinanthus woodfordioides (Schweinf.) Danser
- Tapinanthus wyliei Danser
- Tapinanthus xanthanthus Danser
- Tapinanthus zenkeri Engl.
- Tapinanthus zeyheri (Harv.) Danser
- Tapinanthus zizyphifolius (Engl.) Danser
- Tapinanthus zygiarum (Hiern) Danser